# Giorgia Gargano
Giorgia Gargano (Oppido Mamertina, 18 luglio 1970) è una numismatica e archeologa italiana.

## Biografia

### Formazione
Si laurea in Lettere all'Università Sapienza di Roma, conseguendo nel 2002 la specializzazione in Archeologia Classica presso l'Università di Lecce con una tesi sulla numismatica greca. Consegue in seguito il diploma annuale di Perfezionamento in Didattica museale presso l'Università degli Studi di Ferrara.

### Carriera
Nel 2014 viene nominata Ispettore Onorario per i Beni Numismatici della Calabria con decreto della Direzione Generale Antichità del Ministero per i Beni e le Attività Culturali ed è, inoltre, delegata per il Fondo Ambiente Italiano per la sezione Catanzaro. Si è occupata, sin dall'inizio della sua carriera, di Numismatica antica, pubblicando su riviste di settore nazionali ed internazionali. L'Istituto Poligrafico e Zecca dello Stato e il Ministero dell'economia e delle finanze hanno patrocinato due volumi monografici sul medagliere del Museo archeologico nazionale di Reggio Calabria, inseriti nella serie "Medaglieri italiani" del Notiziario del Portale Numismatico dello Stato, del Ministero dei Beni e delle attività culturali e del Turismo. L'Istituto italiano di numismatica ha pubblicato i suoi lavori per il Museo Archeologico Nazionale di Vibo Valentia, mentre la Scuola Normale di Pisa, all'interno dei Quaderni degli Annali, ha inserito i suoi studi sulla città di Kaulon. Sempre nell'ambito degli studi afferenti all'antica Kaulon, ha allestito la sezione di numismatica del Museo archeologico di Monasterace, con le testimonianze numismatiche dell'antica città magno-greca.
È stata relatrice in numerosi convegni e ha svolto attività di divulgazione scientifica attraverso l'organizzazione di eventi volti alla valorizzazione del patrimonio artistico ed archeologico nazionale.
Dal 2019 al 2024 è stata Assessore alla Cultura e alla Pubblica Istruzione per la città di Lamezia Terme e dal 2022 è curatrice redazionale per Rubbettino della collana "Autoethnographia".

## Opere

### Monografie
- (con S. Pennestrì), Museo Archeologico Nazionale di Reggio Calabria. Il medagliere. Storia, consistenza, tesoretti e rinvenimenti da Reggio e territorio, Notiziario del Portale Numismatico dello Stato, 6 - 2015 - Volume 1, Serie "Medaglieri Italiani".
- (con S. Pennestrì), Museo Archeologico Nazionale di Reggio Calabria. Il Medagliere. Le collezioni minori e la raccolta dell'ex museo civico, Notiziario del Portale Numismatico dello Stato, volume 6 - 2015 - Volume 2, Serie "Medaglieri italiani".
- (con Ermanno Arslan), La numismatica secondo Vito Capialbi nella Calabria dell’Ottocento, Reggio Calabria 2012.

### Saggi
- Problemi e spunti di riflessione dai rinvenimenti di monete negli scavi archeologici a Vibo Valentia in Atti del XV International Numismatic Congress, Taormina 2015, Roma-Messina 2017, pp. 147-150.
- (con A. Bonofiglio) I Musei Nazionali Archeologici di Vibo Valentia e della Sibaritide: medaglieri a confronto in Notiziario del Portale Numismatico dello Stato 10, 2017, pp. 67-70.
- Casualità e contesto: caratteristiche dei rinvenimenti monetali dall'area archeologica di S. Aloe di Vibo Valentia in M. T. Iannelli (a cura di), Hipponion, Vibo Valentia, Monsleonis. I volti della città, Reggio Calabria 2014, pp. 191-199.
- Vibo Valentia/ Hipponion, sezione A: Fonti Numismatiche in Bibliografia Topografica della Colonizzazione Greca in Italia e nelle Isole Tirreniche, diretta da Carmine Ampolo, vol. XXI (siti: Torre Castelluccia – Zambrone), Pisa – Roma – Napoli, 2012, pp. 882-889.
- Museo Archeologico Nazionale “Vito Capialbi” di Vibo Valentia. La sezione numismatica in “Annali dell’Istituto Italiano di Numismatica” 57, 2011, pp. 199-203.
- L’ardimentoso progetto di Vito Capialbi, numismatico e antiquario in “Quaderni Ticinesi di Numismatica e antichità classiche” 2009, pp. 83-109.
- La collezione numismatica Vito Capialbi di Vibo Valentia in S. Settis, M. C. Parra (a cura di), Magna Grecia. Archeologia di un sapere, catalogo della mostra di Catanzaro, Milano 2005.
- Il ripostiglio monetale di casa Gazzera da Monasterace Marina in "Atti e Memorie della Società Magna Grecia", 2019.
- Storia e archeologia della moneta dell'antica Caulonia in Atti del 57° Convegno Internazionale di Studi sulla Magna Grecia, Taranto, 28-30 settembre 2017, c.s.
- I reperti numismatici e la zecca di Kaulonìa in L. Lepore, M. R. Luberto, P. Turi (a cura di), Kaulonìa. La città dell'Amazzone Clete. Gli scavi dell'Università degli Studi di Firenze a Monasterace Marina. Catalogo della mostra al Museo Archeologico Nazionale di Firenze (12 dicembre 2013 - 9 marzo 2014), Firenze 2013, pp. 66-68 e pp. 99-101, tavv. XIII-XIV.
- Osservazioni sui rinvenimenti monetari dagli scavi archeologici dell’antica Caulonia in N. Holmes (a cura di), Proceedings of the XIV International Numismatic Congress, Glasgow 2009, vol., Glasgow 2011, pp. 189-198.
- La monetazione di bronzo dell’antica Caulonia in L. Lepore, P. Turi, (a cura di), Caulonia tra Crotone e Locri, Atti della tavola rotonda internazionale, Firenze, 30 maggio-1 giugno 2007, Firenze 2010, pp. 173-183.

- Il ripostiglio di Casa Quaranta, Monasterace Marina (IGCH 1909) in F. Finotti, B. Maurina (a cura di), L’archeologia italiana nel Mediterraneo, catalogo della mostra di Rovereto, 2 ottobre 2009 – 30 giugno 2010, Rovereto 2010, pp. 137-144.
- Una “moneta di terracotta” dall’antica Caulonia in “Schweizerische Münzblätter”, vol. 237, 2010, pp. 3-8. 3

- La collezione numismatica ‘Rodolfo Cimino’ di Monasterace Marina: nuovi dati sulla circolazione monetaria di Kaulonia in M. C. Parra (a cura di), Kaulonía, Caulonia, Stilida (e oltre). Contributi storici, archeologici e topografici II, in Quaderni degli Annali della Scuola Normale di Pisa, 2006, pp. 589-604.

- Su uno statere forato di Crotone dalla collezione “Rodolfo Cimino” di Monasterace Marina in “Rivista Storica Calabrese”, a. XXIV, 2003, nn. 1-2, pp. 241-247.

- I rinvenimenti monetali dallo scavo in proprietà Guarnaccia di Monasterace Marina (RC) in M. C. Parra (a cura di), Kaulonía, Caulonia, Stilida (e oltre). Nuovi contributi storici, archeologici e topografici, in “Quaderni degli Annali della Scuola Normale di Pisa”, 11/12, 2001, pp. 465-475.
- Le monete lucane e bruzie del Medagliere del Museo archeologico nazionale di Parma in S. Pennestrì, Complesso Monumentale della Pilotta. Il Medagliere, Roma 2018, pp. 293-302.
- Il progetto Atlante e il patrimonio numismatico calabrese in Notiziario del Portale Numismatico dello Stato 10, 2017, pp. 78-83.
- Numismatica e tutela dall'Unità d'Italia ad oggi: storia della formazione delle grandi collezioni numismatiche in Calabria in C. La Serra (a cura di), I Percorsi della Memoria II, 2016 (c.s.).
- Storie parallele. Le grandi collezioni di monete nella Calabria del XIX secolo e il ruolo degli ispettori onorari in "Notiziario del Portale Numismatico dello Stato", 7, 2015, pp. 77-84.